# Limbo esclerocorneal

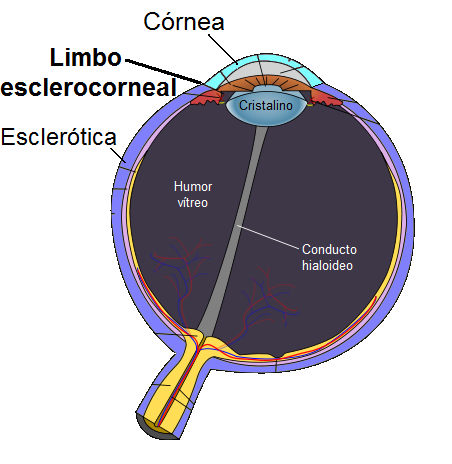
Esquema del ojo en el que se muestra la posición del limbo esclerocorneal en el borde de la córnea.

El limbo esclerocorneal o unión esclerocorneal es una porción del ojo que se encuentra situada en la parte anterior del mismo, entre la córnea y la esclerótica. Es una zona circular, ligeramente sobreelevada que tiene especial importancia porque cuenta con importantes funciones para el correcto funcionamiento del ojo, contiene las células madre que hacen posible la renovación periódica del epitelio de la córnea y es el lugar por donde drena el humor acuoso a través del canal de Schlemm.

## Anatomía
Está formado por varias estructuras que de delante hacia atrás son:
- Conjuntiva límbica.
- Cápsula  de  Tenon. Está íntimamente unida a la lámina epiescleral.
- Lámina  epiescleral. Fina lámina de tejido conectivo que recubre el estroma del limbo.
- Estroma límbico. Representa un tejido de transición entre el estroma corneal y el estroma de la esclerótica.
- Sistema de drenaje del humor acuoso constituido por el sistema trabecular y el canal de Schlemm. Se inicia en la parte más profunda del ángulo iridocorneal con una estructura espongiforme de finas trabéculas, la red trabecular, bajo la cual se encuentra la red cribiforme, formada por diferentes canales que drenan en el conducto de Schlemm, que es un conducto labrado en el limbo, de disposición anular tapizado por endotelio al que drena la mayor parte del humor acuoso hacia la circulación sanguínea.[2]

## Fisiología
El limbo esclerocórneal tiene importantes funciones implicadas en el correcto funcionamiento del ojo.
- Renovación del epitelio córneal. Esta función se debe a la existencia de células madre en  las  capas  basales  del epitelio límbico. Si esta zona está dañada se produce insuficiencia límbica con graves repercusiones sobre la córnea.
- Nutrición de la córnea. Diferentes vasos sanguíneos del limbo esclerocórneal son los encargados de oxigenar y nutrir la porción más periférica de la córnea.
- Mantenimiento de la presión intraocular. En el limbo esclero córneal se encuentra el sistema de drenaje del humor acuoso, estructura fundamental para que la presión intraocular se mantenga en niveles adecuados.
- Al encontrarse entre la conjuntiva y la córnea, actúa como barrera que impide la conjuntivalización córneal.
- Reacción de hipersensibilidad a nivel de la córnea. Las células del limbo esclerocórneal son las responsables del fenómeno de rechazo que se produce en ocasiones tras realizar un trasplante de córnea (queratoplastia).

## Significado clínico

### Cáncer
El limbo esclerocorneal es un lugar habitual de aparición de neoplasia epitelial corneal.

### Aniridia
La aniridia, una anomalía del desarrollo del iris, consiste en una hipoplasia (falta de desarrollo) total o parcial del iris.

### Calcificación
El signo del limbo muestra una calcificación distrófica del limbo, que aparece con un color blanco anormal.

## Galería

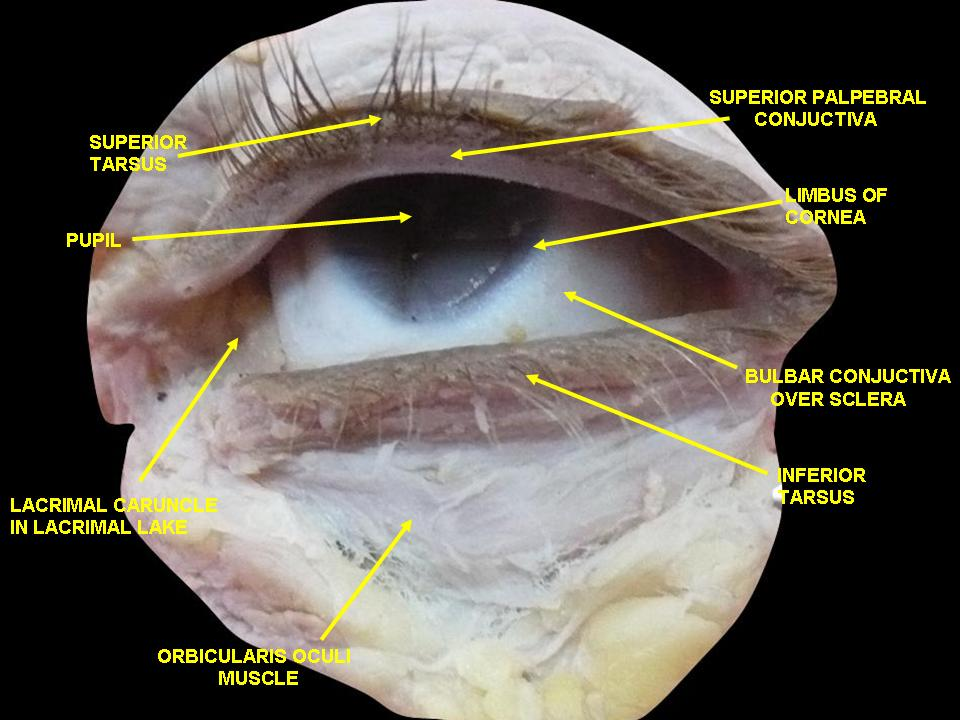
Estructuras de la porción anterior del ojo incluyendo el limbo esclerocorneal.
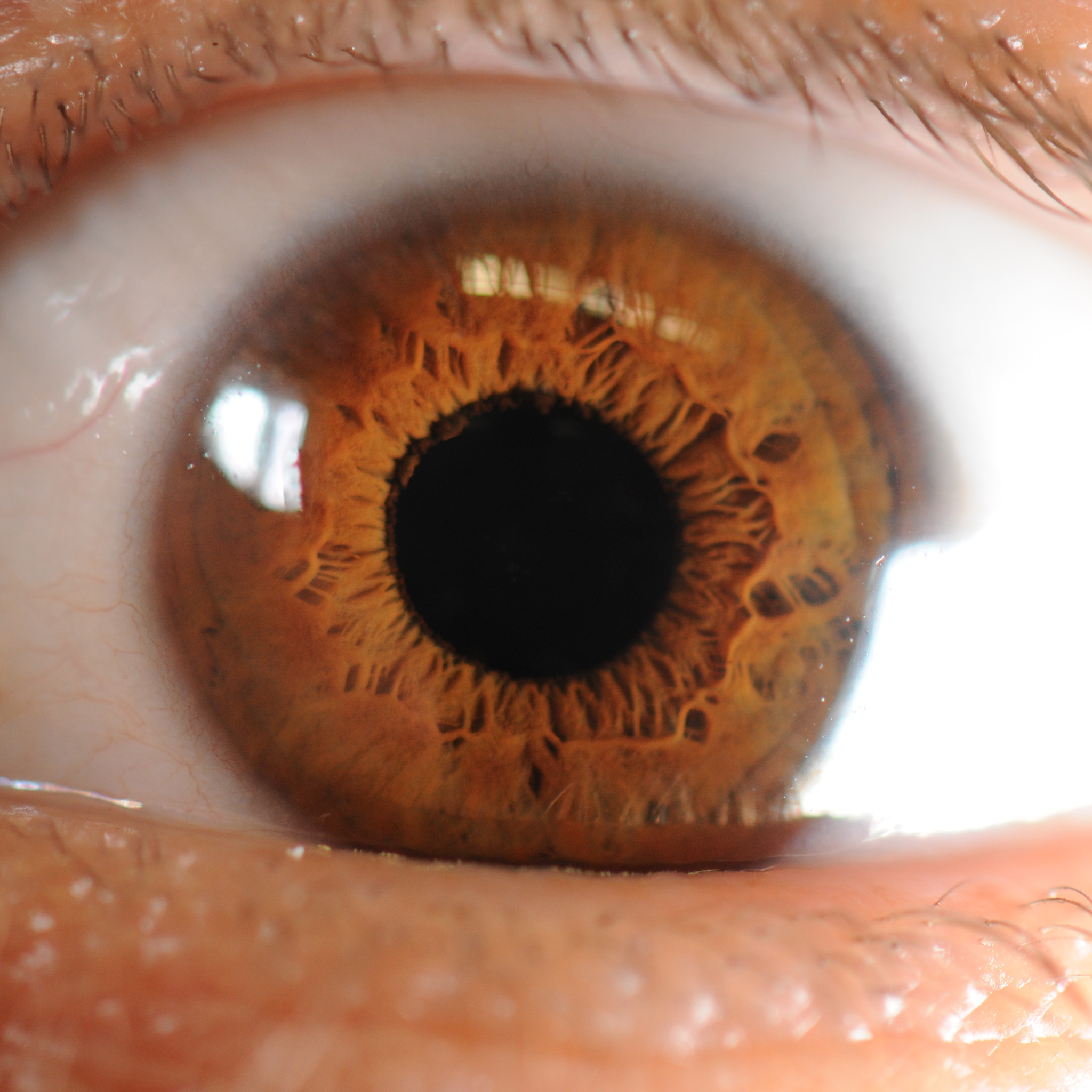
El limbo esclero corneal se encuentra entre la esclera (la región blanca del ojo) y la córnea.